# ميخائيل ألبرت (عازف كمان)
ميخائيل ألبرت (بالإنجليزية: Michael Alpert)‏ هو عازف كمان أمريكي، ولد في 1955.

## وصلات خارجية
- ميخائيل ألبرت على موقع IMDb (الإنجليزية)
- ميخائيل ألبرت على موقع ميوزك برينز (الإنجليزية)
- ميخائيل ألبرت على موقع أول ميوزيك (الإنجليزية)
- ميخائيل ألبرت على موقع ديسكوغز (الإنجليزية)